# شوارع مصر
شوارع مصر هو موقع إخباري مستقل باللغة الإنجليزية، تأسس في البداية كمُدونة في يوليو 2012 من قبل الصحفي المصري محمد خيرت، لكنها تطورت لاحقًا إلى شركة إعلامية في مارس 2014. تُصرّح أنها الوسيلة الإعلامية الأولى باللغة الإنجليزية في مصر عن طريق الوصول. في فبراير 2015، ولج الموقع أكثر من 800.000 زائر.
يحاول الموقع لفت الانتباه إلى القضايا البيئية والاجتماعية في مصر كالتحرش الجنسي والحملات الهادفة إلى إيقافه من خلال التعاون مع عدد من المنظمات والحركات غير الحكومية. يتألف قراؤها في الغالب من مصريين ثنائيي اللغة وغير مصريين يعيشون في مصر أو في الخارج.

## المحتوى
الهدف المعلن لموقع شوارع مصر هو تزويد قرائها «بتصوير بديل للأحداث التي تحدث في شوارع مصر والشرق الأوسط»، ويهدف بشكل خاص إلى تغطية مجموعة واسعة من الموضوعات والقصص المتعلقة بمصر بطريقة محايدة.  كما تمكن من إنشاء منصة اجتماعية لمناقشة مختلف المقالات التي ينشرها الموقع. حصلت بعض القضايا المثيرة للجدل في مصر على اهتمام كبير من القراء، مثل النقاش حول ما إذا كان يجب منع المرأة المُحجّبة من دخول الحانات أو لا. يعمل الموقع أيضا على معالجة المشكلات الأكثر تحديًا في المجتمع المصري مثل التحرش الجنسي والاعتداء الجنسي الجماعي، وله تغطية خاصة لحركات الاحتجاج، أبرزها احتجاجات 2012-2013 ضد جماعة الإخوان المسلمين.
في يونيو 2014، نشر الموقع مقالاً عن مقطع فيديو ظهر على موقع يوتيوب يصور امرأة عارية وجريحة تعرضت لاعتداء جنسي في ميدان التحرير بالقاهرة عندما نزل الآلاف إلى هناك للاحتفال بتنصيب الرئيس عبد الفتاح السيسي. استشهدت العديد من المؤسسات الإعلامية والشبكات الإخبارية مثل هافينغتون بوست،  ولا ستامبا،  وشبيغل  وديلي ميرور  بهذه المقالة، إلى جانب العديد من المنشورات الأخرى حول التحرش الجنسي والقضايا ذات الصلة بالنساء في مصر، بما في ذلك مقال عن فيديو على آيفون بعنوان "Creepers on the Bridge" يصور التحديات التي تواجهها المرأة أثناء سيرها في شوارع مصر.
في مارس 2017، حصل موقع شوارع مصر على جولة استثمارية من (Speakol)، وهي منصة إعلانات ذكية تضم أكثر من 600 عميل تستخدم الذكاء الاصطناعي لتزويد المستخدمين بإعلانات مخصصة.

## التعاون
تعاون الموقع مع عدد من المنظمات غير الحكومية والحركات الشعبية من أجل زيادة الوعي وتعزيز التغيير الاجتماعي والإجراءات بشأن مجموعة متنوعة من القضايا، بما في ذلك البيئة (تعتبر ساعة الأرض مثالاً)،  وغيرها من القضايا.
تمكن الموقع من الدخول في شراكة إعلامية مع أول معرض لسوق السفر للشركات في مصر، وشارك مع عدد من المنظمات المحلية والدولية العاملة في مصر من أجل الترويج لها، بما في ذلك آيزيك، وبرنامج الأمم المتحدة الإنمائي، حيث أطلقوا أسبوع "Get Online" في مصر، وكذلك معهد جوته بالقاهرة للترويج لبرنامجهم للنظام التعليمي في مصر. وقد عززت أيضا الحملات التي تهدف إلى وقف العنف الجنسي ضد المرأة، مثل «الكرامة بلا حدود»  و «هي»، وهي مبادرة تهدف أساساً إلى تمكين دور المرأة المصرية في المجتمع.

## الجمهور
يتألف جمهوره بشكل أساس من المصريين الناطقين باللغة الإنجليزية، وبعضهم يعيش في الخارج، وكذلك غير المصريين من دول مثل الولايات المتحدة وأستراليا وغيرها، ممن يهتمون بالجوانب الثقافية والسياحية لمصر أو يقيمون في مصر. تتراوح أعمار 41٪ من القراء ما بين 18 و 34 عامًا ويتكونون أيضًا من كلا الجنسين، 51٪ منهم من الذكور و 49٪ من الإناث. 
يُعرّف الموقع نفسه أنه الوسيلة الإعلامية المستقلة الأولى باللغة الإنجليزية في مصر من حيث الوصول، بمتوسط 600 ألف زائر شهريًا. وقد وصل العدد إلى أكثر من 800.000 في فبراير 2015.

## الجوائز
في يناير 2018، تم اختيار مؤسسي شركة شوارع مصر، محمد خيرت ومصطفى أمين، ضمن قائمة (فوربس أوروبا 30 تحت 30 عامًا) في الإعلام والتسويق.  في مارس 2018، تم اختيار خيرت وأمين أيضًا في أول قائمة (عرب 30 تحت 30 عامًا) من قبل فوربس الشرق الأوسط. 